# Маклеод, Ханна
Ханна Луиз Маклеод (англ. Hannah Louise Macleod; род. 9 июня 1984, Бостон) — английская хоккеистка на траве, нападающая клуба «Лестер. В составе сборной Великобритании — чемпион летних Олимпийских игр 2016 года и бронзовый призёр летних Олимпийских игр 2012 года. На международных турнирах представляет Англию, в её составе — чемпионка Европы 2015 года.

## Спортивная карьера
Ранее выступала за клубы «Сент-Ивс», «Сент-Олбанс» и «Лафборо Стьюдентс». В составе сборной Великобритании — бронзовый призёр Олимпийских игр 2012 года и чемпионка летних Олимпийских игр 2016 года. В составе сборной Англии — чемпионка Европы 2015 года.

## Личная жизнь
В октябре 2012 года в ночном клубе Mahiki у Ханны Маклеод и гребца Алекса Партриджа были украдены бронзовые олимпийские медали Лондона. Позднее полиция смогла найти их и вернуть владельцам.